# بالارد س. كامبل
بالارد س. كامبل (بالإنجليزية: Ballard C. Campbell)‏ هو مؤرخ أمريكي، ولد في 1940.